# Бисько
Бисько (хорв. Bisko) — населений пункт у Хорватії, у Сплітсько-Далматинській жупанії у складі міста Триль.

## Населення
Населення за даними перепису 2011 року становило 395 осіб.
Динаміка чисельності населення поселення:

## Клімат
Середня річна температура становить 12,67 °C, середня максимальна – 27,24 °C, а середня мінімальна – -1,77 °C. Середня річна кількість опадів – 884 мм.
| Клімат поселення                              | Клімат поселення | Клімат поселення | Клімат поселення | Клімат поселення | Клімат поселення | Клімат поселення | Клімат поселення | Клімат поселення | Клімат поселення | Клімат поселення | Клімат поселення | Клімат поселення | Клімат поселення |
| Показник                                      | Січ.             | Лют.             | Бер.             | Квіт.            | Трав.            | Черв.            | Лип.             | Серп.            | Вер.             | Жовт.            | Лист.            | Груд.            |                  |
| Середній максимум, °C                         | 8,58             | 9,50             | 12,70            | 16,48            | 21,10            | 25,07            | 27,20            | 27,24            | 22,20            | 17,57            | 12,24            | 9,38             |                  |
| Середня температура, °C                       | 3,41             | 4,31             | 7,53             | 11,31            | 15,93            | 19,90            | 22,82            | 22,85            | 17,84            | 13,19            | 7,86             | 5,01             |                  |
| Середній мінімум, °C                          | −1,77            | −0,85            | 2,34             | 6,13             | 10,76            | 14,73            | 18,45            | 18,48            | 13,46            | 8,82             | 3,49             | 0,65             |                  |
| Норма опадів, мм                              | 75               | 65               | 69               | 75               | 60               | 59               | 39               | 53               | 77               | 99               | 115              | 98               |                  |
| Середньомісячна швидкість вітру, м/с          | 2.81             | 3.12             | 3.20             | 3.00             | 2.66             | 2.38             | 2.39             | 2.26             | 2.53             | 2.65             | 3.18             | 3.20             |                  |
| Середньомісячна сонячна радіація, кДж/м²·день | 5532             | 8275             | 11957            | 16247            | 20176            | 22709            | 24416            | 21546            | 16049            | 10432            | 5988             | 4671             |                  |
| --------------------------------------------- | ---------------- | ---------------- | ---------------- | ---------------- | ---------------- | ---------------- | ---------------- | ---------------- | ---------------- | ---------------- | ---------------- | ---------------- | ---------------- |
| Джерело:                                      |                  |                  |                  |                  |                  |                  |                  |                  |                  |                  |                  |                  |                  |